# Старо-Прасковьино
Старо-Прасковьино — деревня в Старицком районе Тверской области России, входит в состав сельского поселения «Паньково».

## Географическое положение
Деревня расположена на берегу речки Нижняя Старица в 5 км на юг от центра поселения деревни Паньково и в 8 км на северо-запад от райцентра Старицы.

## История
В 1778 году в селе Прасковьино была построена деревянная Покровская церковь с 2 престолами, в 1882 году построена каменная церковь с престолами Святого Николая и Святых великомучеников Флора и Лавра. 
В конце XIX — начале XX века село являлось центром Прасковьинской волости Старицкого уезда Тверской губернии. 
С 1929 года деревня входила в состав Коньковского сельсовета Старицкого района Ржевского округа Западной области, с 1935 года — в составе Калининской области, с 1994 года — в составе Коньковского сельского округа, с 2005 года — в составе Паньковского сельского поселения, с 2012 года — в составе сельского поселения «Паньково».

## Население
| 1859 | 1886 | 2002 | 2010 |
| ---- | ---- | ---- | ---- |
| 156  | ↗175 | ↘19  | →19  |